# Sistema de pré-esforço orgânico
A extraordinária eficiência de algumas soluções estruturais encontradas na Natureza pode ajudar engenheiros de estruturas a desenvolver novos conceitos, tais como o Sistema de Pré-esforço Orgânico, também designado por tecnologia OPS.
No mundo das bio-estruturas existe uma imensa variedade de soluções estruturais. No entanto, até agora, não existia qualquer elemento estrutural em engenharia de estruturas que se comportasse como um músculo.
O músculo é um elemento com uma rigidez variável conseguida pelo fornecimento de energia. Por este motivo, o músculo - ou qualquer sistema efector - pode ser considerado um elemento estrutural com a capacidade de modificar a força de uma estrutura, melhorando convenientemente o seu rendimento durante acções específicas.
O Sistema de Pré-esforço Orgânico é um bom exemplo de sistema efector. O OPS resulta de um pré-esforço “optimizado”, na medida em que são evitadas as forças permanentes não desejadas, reduzindo consideravelmente as perdas de tempo associadas ao pré-esforço.
O sistema OPS permite, assim, desenhar estruturas mais leves e esbeltas com os mesmos materiais estruturais, designadamente os cimbres autolançáveis para a construção de pontes.
Resumidamente, o OPS é um sistema de pré-esforço no qual a tensão aplicada é ajustada automaticamente às cargas actuantes, através de um sistema de controlo que permite a redução de deformações e minimização de tensões.